# Joe Schlosser
Joe Schlosser (* 6. Februar 1958 in Bremen) ist ein deutscher Autor von Kriminalromanen.

## Biografie
Schlosser ist, wie sein Vater und Großvater im Bremer Ostertor aufgewachsen. Nach einer Lehre als Exportkaufmann wurde er Polizeibeamter in Bremen. Dort versah er seinen Dienst im Ostertor und Steintor. Er studierte an der Hochschule für öffentliche Verwaltung und wurde im Anschluss nach Bremen-Walle versetzt. Nach einem Dienstunfall schied er aus dem Polizeidienst aus. Er leitete eine Diskothek und einen Veranstaltungsbetrieb, war Kellner und Türsteher sowie Geschäftsführer eines Großhandelsunternehmens. Ferner war er als Gastronomieberater und -entwickler tätig und arbeitete für die Bremer Kulturbehörde.
In seinen Büchern greift er gesellschaftlich relevante Themen auf, die er über die Belletristik einem breiteren Publikum näher bringen will. Neben seinen Kriminalromanen verfasst er kritische und surreale Kurzgeschichten. Als Preisträger des Osteland-Krimiwettbewerbes wurde in dem Buch Mord an der Schwebefähre ein Kurzkrimi von Joe Schlosser veröffentlicht.

## Publikationen
- Für immer mein. Schardt Verlag, 2008, ISBN 978-3-89841-396-1.
- Wille zur Macht. Schardt Verlag, 2009,  ISBN 978-3-89841-494-4.
- Kein Weg ist lang. Schardt Verlag, 2012,  ISBN 978-3-89841-648-1.